# 焼峰山
焼峰山（やきみねやま）は、新潟県新発田市にある山である。標高は1,085.8m。
登山道は西側の新発田市滝谷地区及び南側の加治川治水ダムからのルートがある。山頂からは飯豊連峰や河内山塊、日本海、内ノ倉湖などへの展望が開けている。 優れた展望とアルペン的な岩稜のスリルを兼ね備えた山である。

## 概要
飯豊連峰のほぼ中央、門内岳から西南西に起伏を繰り返して延びる尾根の末端にあるピークである。新発田市街から眺めると、平凡な尾根上のささやかな突起に過ぎないが、山麓に近づくにつれて盛り上がりを見せ、独立峰と見まがう山容を見せる。
山名については「ヤケミネヤマ」という呼び方もある。また、古くは「トウダイサン」という名称も見られる。麓からは印象の強い山であるが、古誌にその名の記載は極めて少なく、祭祀施設も存在していない。
かつて国鉄赤谷線が運行していたときは、「駅から登れる山」として、終点の東赤谷駅は週末の登山客でにぎわいを見せた。赤谷線廃止後は登山客も減少し、訪れる者は少ない。

## 登山道
国土地理院2万5千分の1地形図「上赤谷」「東赤谷」には、計3本の登山道が描かれている。このうち、東麓にある滝谷集落からの滝谷尾根ルートがメインの登山道である。南方の加治川治水ダムから登る松ノ木尾根ルートは経験者向き。この2ルートはどちらも十分日帰りが可能である。また、北西の内ノ倉ダムからの道は廃道化しており、通行は危険。南面の沢は、沢登りも楽しまれている。

### 滝谷口登山道
滝谷集落の外れより深い杉木立の中の林道を行く。車の場合、登山口を過ぎた先に数か所の駐車場がある。登山口からは、淡々と樹林の中を登っていく。小一時間でウグイス平と呼ばれる鞍部に出ると、ようやく前方の視界が開ける。木立越しに、端正な円錐形の山頂を望むことができる。
ここからは一転急登となる。鎖やロープもかかるが、足場が不十分なので、特に下りは注意が必要である。やがて痩せた岩稜に達すると、左右の展望が一気に広がる。右下にはウジノ沢が荒々しい岩肌を見せ、足下は深く切れ落ちてスリル満点である。
岩稜を過ぎると東側の巻き道となり、程なく清水釜に至る。盛夏でも枯れることなく清冽な冷たい水が湧き、汗をかいた体に心地よい。
更に巻き道を進むと再び稜線に戻り、小ピークに達する。ここは修蔵峰（次項参照）と呼ばれており、慰霊碑が建っている。正面には山頂がピラミッドのように聳えている。ここからは北側の巻き道をしばらく進み、直下の急登を詰めて山頂に達する。山頂からは360°の展望が広がり、ここまでの疲れを忘れる。円錐形に見えた山頂は意外に細長い。東方には「焼峰の頭」と呼ばれるピークがあり、一段と飯豊連峰の展望に優れるので、ぜひ足を運びたい。

### 沢登り
焼峰山の南方を流れる飯豊川（加治川）は屈指の急流であり、流路に大小の沢筋を刻んでいる。焼峰山周辺では、南面のウジノ沢と袖ノ沢が好ルートである。小滝、ゴルジュを交えて、短いながらも変化に富む渓相が魅力である。詰めはスラブ状の急峻な岩場で、猛烈なブッシュにてこずる。また、夏場はメジロ（アブ）の大軍に悩まされる。

## 修蔵峰
1957年（昭和32年）12月30日、新潟県立新発田高等学校山岳部の冬山合宿の折りに、風雪の中で若き命を閉じることとなった本田修蔵部員にちなむ。本田部員を悼み、 同校山岳部及び滝谷集落村民の手により、この地に慰霊碑が建立された。初代の慰霊碑は遭難の翌年に建てられたが、長年の風雨で傷みが増したため、2007年（平成19年）に同校山岳部OBにより、全面的な改修工事が行われた。